# Alessandro (figlio di Erode il Grande)
Alessandro (35 a.C. – Sebaste, 7 a.C.) fu il secondo figlio maschio di Erode il Grande, erede al trono del padre ma da questi messo a morte per tradimento.

## Biografia
Alessandro nacque nel 35 a.C. circa, figlio di Erode il Grande e della sua seconda moglie Mariamne (I); da parte di madre era dunque discendente della dinastia reale giudea degli Asmonei. Alessandro ebbe un fratello, Aristobulo, e due sorelle, Salampsio e Cipro, oltre a un fratellastro, Antipatro, figlio di Erode e della prima moglie Doride, che però era stato allontanato da corte assieme alla madre: dunque Alessandro era l'erede al trono del padre.
La madre Mariamne fu condannata a morte da Erode nel 29 a.C., sulla base di un'accusa di tradimento. Nel 23 a.C. fu inviato a Roma, insieme ad Aristobulo, affinché studiasse presso un certo Pollione (forse Gaio Asinio Pollione) e stesse vicino alla corte di Augusto, di cui Erode era vassallo. Nel 17 a.C. Erode si recò a Roma, tornando poi a Gerusalemme portando con sé Alessandro e Aristobulo; i due, però, si schierarono apertamente contro il padre, accusandolo della morte di Mariamne, tanto che Erode decise di riportare a corte Doride e Antipatro, che divenne di fatto un feroce rivale dei due rampolli asmonei nella lotta per il trono. In questo periodo, Alessandro sposò la principessa Glafira, figlia di re Archelao di Cappadocia, da cui ebbe due figli maschi, Tigrane e Alessandro, e una figlia dal nome sconosciuto.
Lo scontro tra Erode e i suoi figli asmonei fu sfruttato da coloro che a corte avevano da guadagnare dalla caduta dei due eredi al trono. Sia Antipatro che Salomé, nipote di Erode, cercarono di convincere il sovrano che Alessandro e Aristobulo tramavano contro di lui; nel 12 a.C. Erode accusò i figli dinanzi ad Augusto, ma fu possibile riconciliarli. Nel 10 a.C., dietro l'accusa di complotto contro il sovrano, sostenuta da un testimone torturato, Alessandro e Aristobulo furono imprigionati; furono ritrovate lettere di Alessandro poco lusinghiere nei confronti del padre, ma anche questa volta fu possibile una riconciliazione, mediata da Archelao, suocero di Alessandro. Infine, nell'8 a.C., Antipatro e Salomé riuscirono a far incarcerare sia Alessandro che Aristobulo.
Erode si appellò ad Augusto, che gli rimise la questione, consigliandogli di istituire un consiglio formato da suoi amici e da Romani; questo tribunale non ebbe difficoltà ad accogliere il volere del sovrano e condannare i due figli. Gli amici di Alessandro tentarono di perorare la sua causa, ma Erode fece uccidere un proprio fedele servitore Terone e 300 sostenitori di Alessandro. L'esecuzione avvenne nel 7 a.C., a Sebaste (Samaria); nel luogo dove trent'anni prima Mariamne si era sposata, i suoi due figli furono giustiziati per strangolamento.